# Ямаккан

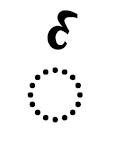

Ямаккан (тай. ยามักการ, лао. ньямаккан) — надстрочный диакритический знак тайской письменности, встречается в заимствованных словах, указывает на отсутствие гласного звука и слитное чтение согласных (вирама). В тайском языке есть два орфографических стиля. Ямаккан употребляется с висанчани и майханакатом, этот стиль восходит к южно-индийской графической традиции. Другой стиль основан на употреблении точки пхинтху и не нуждается в висанчани и майханакате. Такой стиль ближе к северо-индийской графической традиции и чаще используется в палийских и санскритских текстах.
Графически ямаккан подобен знаку вирама письменности телугу, а также надстрочному варианту написания нгата в мьянманском языке, 
Пример: ส๎วากฺขาโต  ( сваккхато ) — хорошо разъяснённая (дхарма).